# 1769年腓特烈二世和约瑟夫二世在尼斯会面
《1769年腓特烈二世和约瑟夫二世在尼斯会面》（德語：Begegnung Friedrichs II. mit Kaiser Joseph II. in Neisse im Jahre 1769）是德國畫家阿道夫·冯·门采尔在1855至57年创作的一幅布面油画历史画，展示了普鲁士國王腓特烈二世与神圣罗马帝国皇帝约瑟夫二世于1769年8月25日在西里西亚尼斯会面的情景.现藏于柏林旧国家美术馆。

## 主题
在1740年至1748年的奥地利王位继承战争和1756年至1763年的七年战争中，腓特烈二世统治下的普鲁士和玛丽亚·特蕾莎统治下的奥地利直接爆发了数次冲突。最終哈布斯堡王朝长期领有的西里西亚被割让给了普鲁士。
玛丽亚·特蕾莎的儿子约瑟夫大公自1765年起担任神圣罗马帝国皇帝，他钦佩腓特烈作为开明君主在军事、行政和经济方面取得的成就，并从1766年起就试图与他会面，然而屡次遭到母親玛丽亚·特蕾莎的反对。这次会面于1769年在普奥边境附近的小镇尼斯发生，腓特烈当时正在那里进行军事演习。约瑟夫作为冯·法肯斯坦因伯爵，于8月25日中午左右抵达尼斯，直奔亲王主教的宫殿。腓特烈二世在那里接待了他。双方高级贵族和军事官员出席了这次会面。神罗皇帝和国王在尼斯逗留至8月28日。白天他们观看了普鲁士军队的演习，晚上他们出席了歌剧会。

## 評論
門采爾的這幅畫創作於神聖羅馬帝國滅亡半個世紀之際，随着德意志邦联成立以及民族主义的兴起，德意志统一問題以及普奧之間的競爭變得越來越緊迫。在此背景下，《1769年腓特烈二世和约瑟夫二世在尼斯会面》展現了德意志兩大強國之間的象徵性和解，這讓來自柏林的國王至少與來自維也納的皇帝處於平等地位，但同時又與同時代的普魯士首相俾斯麥的小德意志政策相矛盾。

康斯坦丁·薩卡斯在《西塞羅》雜誌上發表的《歐羅巴浪子》一文中，以腓特烈周圍的政治神話為背景，對這幅畫作了如下解讀：
沒有什麼比阿道夫·門澤爾在一個世紀後所作的《1769年腓特烈二世和约瑟夫二世在尼斯会面》中圖畫更能表達這個神話了：在這裡，國王因種疾病纏身而提早衰老，臉上已經帶著蒼老的微笑。年輕的、頭腦發熱的皇帝現在以崇拜者醉酒般的熱情面對他母親曾經深惡痛絕的對手。這是絕對主義的最後一個偉大的試觀此人場景：在這位年老的英雄面前，渴望採取行動的年輕人感到驚訝的崇敬，而他本人再次塑造了人類偉大和人類悲劇的整個全景畫面。